# آب جاری
در دین اسلام، آب به‌عنوان یکی از پاک‌کننده‌های نجاسات محسوب می‌شود.
آب جاری، که یکی از تطهیر دهنده هاست، به آبی که بر اثر بارش باران بر روی زمین روان می‌شود و همچنین به آب چشمه‌ها و رودخانه‌ها گفته می‌شود. پاک‌کنندگیِ آن در دین اسلام، احکام خود را دارد. آب جاری اگر چه کمتر از کر باشد، چنانچه نجاست به آن برسد ولی بو یا رنگ یا مزه آن به واسطه نجاست تغییر نکند، پاک است.